# Hélmer Herrera

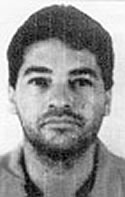
Hélmer Herrera

Francisco Hélmer Herrera Buitrago (* 24. August 1951 in Palmira, Kolumbien; † 6. November 1998 in Palmira, Kolumbien), auch bekannt als Pacho oder H7, war ein kolumbianischer Drogenhändler, der dem Cali-Kartell angehörte. Er galt als Nummer vier in der internen Hierarchie des Kartells.

## Leben

### Anfänge
Herrera wuchs in der kolumbianischen Stadt Palmira, im Departement Valle del Cauca, auf. Sein Vater soll der Drogenhändler Benjamin Herrera Zuleta gewesen sein. Während seiner Gymnasialzeit studierte Herrera technische Wartung, eine Erfahrung, die ihm später einen Job in den Vereinigten Staaten einbrachte. Als er in den Vereinigten Staaten lebte, war er auch Juwelier und Edelmetallmakler. In den 1970er Jahren sondierte er schließlich im Auftrag des Cali-Kartell den Markt in New York City, um nach besseren Absatzmöglichkeiten für Kokain zu suchen. Hier begann er auch mit dem Verkauf der Droge. 1975 und 1978 wurde er deshalb verhaftet.

### Cali-Kartell
1983 reiste Herrera nach Cali, um mit dem Cali-Kartell über Liefer- und Vertriebsrechte für New York City zu verhandeln. Später eröffnete er für das Cali-Kartell Handelsrouten für Kokain durch Mexiko, nachdem er zuvor Verbindungen zu Schmugglern aufgebaut hatte.
Herrera leitete auch eines der „raffiniertesten und profitabelsten Geldwäschegeschäfte“, wie die Drug Enforcement Administration (DEA) der Vereinigten Staaten feststellte. Herrera wurde bald zu einer Führungsfigur innerhalb des Cali-Kartells befördert und erhielt die Kontrolle über mehrere Gebiete in Kolumbien.
Die Herrera-Operationen beinhalteten laut DEA die Einfuhr einer Kokainbase aus Peru und Bolivien, die mit eigenen Transportmitteln zu Konversionslabors in Kolumbien gebracht werden sollte. Es wird vermutet, dass Herrera Guerillakräfte wie die Fuerzas Armadas Revolucionarias de Colombia (FARC) und Movimiento 19 de Abril angeheuert hat, um entlegene Laboratorien zu bewachen.
Herrera hielt sich immer im Hintergrund und wurde nie interviewt, und sein Name wurde fast nie zusammen mit dem der anderen Anführer des Cali-Kartells genannt. Obwohl argumentiert wurde, dass er die Quelle des größten Teils des Geldes war, das in die illegale Finanzierung des Präsidentschaftswahlkampfes von Ernesto Samper geflossen war, hat Herrera selbst nie über dieses Thema gesprochen und war nie formell in die Ermittlungen involviert. Sein Name kam erst nach einem Terroranschlag auf einem Fußballplatz in Candelaria in Valle del Cauca am 25. September 1990 ans Licht. 20 bewaffnete Männer in Armee- und Polizeikleidung eröffneten das Feuer auf die Menge, in der Herrera saß, und töteten davon 18, ohne jedoch Herrera zu treffen.
Der Angriff wurde dem Medellin-Kartell und insbesondere Pablo Escobar zugeschrieben, der offenbar Herrera für eine Autobombe verantwortlich machte, die am 13. Januar 1988 im Apartmenthaus von Escobar in einer der wohlhabendsten Gegenden der Stadt Medellin explodierte. Im Krieg zwischen den Kartellen wurde von beiden Seiten viel Blut vergossen, aber Herrera nahm eine hintere Rolle ein und überließ die Kämpfe den Brüdern Gilberto Rodríguez Orejuela und Miguel Rodríguez Orejuela. Ein weiterer Anschlag auf Herrera wurde am 27. Juli 1991 in einem Sommerferienort verübt, wo vermummte Bewaffnete mit rosa Armbändern auf die Menschen vor Ort schossen, wobei 17 Menschen getötet und 13 weitere verletzt wurden.
Herrera wurde als einer der Hauptgeldgeber der Organisation Los Pepes bezeichnet, aber sein Name wurde nie offiziell mit ihnen in Verbindung gebracht.

### Operation Kingpin
Im November 1991 leitete die DEA die Operation Kingpin ein, die auf zwei von Herreras Verteilungszellen in New York City abzielte. Im Rahmen einer groß angelegten Abhöraktion setzte die DEA über 100 gleichzeitige, vom Gericht genehmigte Abhörgeräte auf Mobiltelefonen ein. Am Ende der Operation Kingpin wurden fast 100 Menschenhändler verhaftet und mehr als 20 Millionen Dollar in bar und Vermögenswerten sowie über 2,5 Tonnen Kokain sichergestellt. Darüber hinaus wurden Aufzeichnungen über Transaktionen und Personal von Computern beschlagnahmt, die später einen besseren Einblick in die Struktur des Cali-Kartells ermöglichten.

### Haft und Tod
Am 1. September 1996 stellte sich Herrera dem Search Bloc, einer Einheit der kolumbianischen Nationalpolizei. Herrera war der letzte der vier Anführer des Cali-Kartells, der gefasst wurde. Er wurde wegen Drogenhandels zu sechs Jahren und acht Monaten Gefängnis verurteilt, was 1998 auf 14 Jahre verlängert wurde.
Im Gefängnis soll Herrera seinen Lebensstil geändert und sich dem Fußball gewidmet haben, indem er Sportveranstalter im Gefängnis wurde und Fußballturniere sponserte. Er begann auch ein Bachelor-Studium in Betriebswirtschaft. Obwohl er eigentlich im Hochsicherheitstrakt des Gefängnisses sein sollte, besuchte Herrera die anderen Flügel, wo er sich mit seinen Anwälten traf. Am 4. November 1998 betrat Rafael Angel Uribe Serna das Gefängnis und begab sich zu dem Fußballplatz, auf dem Herrera spielte. Uribe war Berichten zufolge betrunken, aber anscheinend unterbrach Herrera das Spiel, als er ihn sah, und wollte ihn begrüßen. Nachdem er Herrera umarmt hatte, zog Uribe eine Waffe und schoss ihm sieben Mal in den Kopf. Uribe wurde von anderen Häftlingen überwältigt und dann von den Gefängniswärtern weggebracht, während Herrera in ein Krankenhaus gebracht wurde, wo er starb.
Es gibt eine Reihe von möglichen Motiven für die Ermordung Herreras. Dazu gehören alte Rachefeldzüge von Mitgliedern des Norte del Valle-Kartells, insbesondere eines Mannes, der unter dem Decknamen JJ bekannt ist und unter dem Befehl von Wilber Varela stand. Dieser war offenbar einige Tage zuvor Opfer eines Attentatsversuchs der Anführer des Cali-Kartells geworden. Auch die Zusammenarbeit zwischen Herrera und der DEA wegen des Verrats von Orlando Henao, dem Chef des Norte del Valle-Kartells, gilt als Motiv. Andere Hypothesen deuten auf Herreras langjährigen Konflikt mit kommunistischen Guerillagruppen hin. Der Attentäter Uribe war 10 Jahre lang ein persönlicher Berater Herreras gewesen und ein häufiger Besucher. Uribe erklärte, dass er beschlossen habe, Herrera zu töten, weil er Uribes Familie bedroht habe, als Uribe nicht in der Lage war, Víctor Carranza zu töten, wie Herrera es befohlen hatte. Diese Erklärungen wurden jedoch als unglaubwürdig befunden und waren wahrscheinlich eine List, um die Aufmerksamkeit von den wirklichen Drahtziehern abzulenken. Uribe war auch der Onkel der Brüder Luis Enrique und Javier Antonio Calle Serna, der "Comba"-Brüder, die das Norte del Valle-Kartell nach dem Tod Varelas in ihre Gewalt gebracht hatten. Uribe selbst wurde im Oktober 2009 ermordet.

## Film und Fernsehen
In den Serien Narcos und Narcos: Mexico wird Herrera von dem argentinischen Darsteller Alberto Ammann verkörpert. In den Serien wird Herrera als offen homosexuell dargestellt. In der Realität wird ebenfalls vermutet, dass Herrera homosexuell war.